# Stade de Hongkou
Le stade de football Hongkou (en chinois : 虹口足球场) est un stade de football situé à Shanghai en Chine.
Il se trouve à 40 km de l'aéroport international de Pudong. Il compte 31 000 places.
Les dimensions de son terrain sont le suivant : 105 mètres de long et 68 mètres de large.

## Histoire
Il fut retenu comme stade d'accueil à l'occasion de la Coupe du monde féminine 2007, où huit matchs y furent disputés dont la finale.
Le 28 mars 2017, une partie du stade sera détruit par un incendie. Les matchs à domicile, de Shanghai Shenhua, reprennent le 16 avril 2017.